# ¿Quién llora por Adonis? (Star Trek: La serie original)
"¿Quién llora por Adonis? " es el segundo episodio de la segunda temporada de Star Trek: La serie original. Es el episodio número 31 en ser transmitido y número 33 en ser producido, fue transmitido por primera vez el 22 de septiembre de 1967, y repetido el 10 de mayo de 1968. El título es una alusión a la elegía de 1821 Adonais escrita por Percy Bysshe Shelley. Fue escrito por Gilbert Ralston y Gene L. Coon y dirigida por Marc Daniels.
En la versión Bluray publicada el 22 de septiembre de 2009 por la Paramount, ASIN: B002I9Z89Y,el título de este episodio en el audio en español es dado como Una Visita al Olimpo.
Resumen: Los tripulantes del Enterprise son mantenidos cautivos por un alienígena que declara ser el dios griego Apolo.

## Trama
En la fecha estelar 3468.1, la nave estelar USS Enterprise, bajo el mando del capitán James T. Kirk, entra en órbita alrededor de Pollux IV, un Planeta clase M, para explorarlo. Repentinamente, un gigantesco campo de energía en forma de una mano de color verde brillante aparece y agarra al Enterprise; deteniendo su movimiento. Kirk trata de liberar la nave usando los motores de impulso pero esta maniobra no funciona.
Una aparición, vistiendo una corona de laureles dorados en su cabeza, en la pantalla del puente se dirige a la tripulación de la nave como sus "amados niños". Las palabras de la figura resuenan con una presencia similar a un dios, y él parece impresionado con que la especie humana finalmente halló su camino en el espacio profundo. Kirk pide que la nave sea liberada, pero el ser responde apretando el agarre amenazando con aplastar a la nave. Kirk se retracta, a lo que la aparición replica invitándolos a bajar al planeta, a excepción del sr. Spock, cuyas puntiagudas orejas le recuerdan la molesta naturaleza de Pan.
Kirk lidera una partida de desembarque que también incluye al dr. McCoy, al ingeniero sr. Scott, al sr. Chekov y a la teniente Carolyn Palamas (Leslie Parrish) (cuya especialización es arqueología y antropología, y por la que el sr. Scott muestra un creciente afecto). El equipo llega a lo que parece ser un antiguo jardín del Monte Olimpo, incluidas columnas de mármol y estatuas griegas. Allí se encuentran con un atractivo hombre vestido con una corta túnica de estilo griego (Quitón). El humanoide se identifica como el dios Apolo (interpretado por Michael Forest). Informa al grupo que no les permitirá dejarlo, y hace que los comunicadores y el transportador no funcionen. Desea que la tripulación del Enterprise pueble Pollux IV, para servir y adorarlo como a su dios, lo que Kirk rehúsa hacer instantáneamente.
Molesto, Apolo crece a una altura gigantesca como una muestra de su terrible poder, pero rápidamente muestra interés en Carolyn lo que enfurece al Sr. Scott. Apolo admira su belleza, y esta parece halagada cuando él toma su mano. Scotty se adelanta para defenderla de los avances de Apolo, pero su arma es fundida por Apolo. Luego este transforma el uniforme de la teniente en un revelador peplo (una túnica para mujeres de origen griego clásico) y anuncia que la tomará como novia y madre de los miles de dioses que él desea engendrar. Scotty protesta nuevamente, pero Apolo lo repele con un choque eléctrico enviándolo al suelo.
Después de esa muestra de poder, Apolo parece cansado, y se retira con Carolyn a otro lugar del planeta, lo que lleva a Kirk a pensar que necesita tiempo para recuperar su energía. Scott confirma a los otros miembros del grupo que "sin energía uno no puede hacer nada". McCoy escanea a Apolo, descubriendo que aunque aparentemente normal, tiene un órgano extra en el pecho, pero el doctor no está seguro de su función. Cree que tiene que ver de alguna forma con los poderes del alienígena. Kirk planea enfurecerlo intencionalmente para ver cuán lejos llegan sus poderes. Quizá si lo debilitan lo suficiente perderá el control del Enterprise y el grupo pueda dominarlo de una vez por todas.
Mientras, Carolyn, enamorada completamente, aprende todo lo que puede de su divino amado, encontrando que el grupo con el que Apolo estaba asociado se consideraban a sí mismos dioses, pero no en el mismo sentido que los antiguos griegos creían que ellos eran. Kirk y McCoy concluyen que él es realmente Apolo, y formaba parte de un grupo de poderosos extraterrestres que visitaron la Tierra hace 50 siglos, que se regocijaron en el amor, adoración, lealtad y atención de los antiguos griegos. Todos ellos excepto Apolo se dan cuenta de que la humanidad ya no los necesita, se dispersan "en las alas del viento" y desaparecen en la nada.
Después de un intento por provocar a Apolo ("La humanidad no tiene necesidad de dioses, encontramos que el Único es más que adecuado"), que Carolyn detiene convenciendo al poderoso ser que no dañe a sus amigos, Apolo instruye a Kirk para que la tripulación del Enterprise baje al planeta con abastecimientos, comidas y herramientas. Una vez hecho, destruirá la nave y comenzará una nueva sociedad de humanos para ser gobernados por él. Kirk lleva a Carolyn a un lugar apartado y le dice que debe rechazar a Apolo si no los quiere dejar partir, ya que si no ella los condenará a todos, incluyéndola, a una vida de esclavitud. Al principio, no le cree, pero después que él le sostiene la mano para mostrarle que es humana, y que sólo será historia una vez que Apolo obtenga lo que desea, ella acepta.
Mientras, en órbita alrededor del planeta, el Sr. Spock logra localizar la fuente de poder del campo de fuerza que retiene al Enterprise. Cuando finalmente es capaz de comunicarse con la partida de desembarco, le pregunta a Kirk si existe una estructura cercana, Kirk le confirma que hay una estructura, pero le solicita a Spock que no dispare ya que el grupo no está todo reunido y quiere saber dónde está Apolo cuando el edificio sea atacado.
Lamentando su decisión Carolyn coloca el deber antes que su corazón, y miente a Apolo al decirle que sólo lo estaba usando para obtener información, que ella no es una "simple pastora que Apolo pueda impresionar" y que no lo ama más de lo que podría amar a una nueva especie de bacteria. Furioso y dolido, un Apolo destrozado amorosamente llama truenos y relámpagos y se prepara a castigar a la partida de desembarque. Kirk ordena a Spock apuntar los fáseres al templo para atraer a Apolo de regreso. Spock es capaz de perforar el campo de fuerza con los fáseres de la nave y destruye el templo.
Apolo queda aturdido cuando sus poderes son anulados. Debilitado, mira al cielo, y se vuelve un gigante nuevamente, y declara tristemente que no existe espacio en el universo para los dioses. Antes de decir esto, le dice a la tripulación del Enterprise que habría cuidado de ellos y que los hubiera amado como un padre ama a sus hijos, y que realmente amaba a Carolyn con todo su corazón. A continuación ruega a sus compañeros dioses que se lo lleven. Rechazado por una mujer mortal, y despojado de sus poderes, Apolo desaparece.
Kirk reconoce con algo de arrepentimiento que Apolo y sus compañeros dioses una vez fueron la principal inspiración de la humanidad, empujando a la civilización a nuevas alturas en el arte y la filosofía. Con eso en mente él dice: "¿Pienso que nos habría dañado haber recogido unas pocas hojas de laurel?".

## Remasterización del aniversario de los 40 años
Este episodio fue remasterizado en el año 2006 y transmitido el 12 de enero de 2008, como parte de la remasterización de la "Serie Original". Fue precedido una semana antes por la versión remasterizada de "El día de la paloma" y seguido una semana más tarde por la versión remasterizada de "Que ése sea su último campo de batalla". Además del audio y video remasterizado, y todas las animaciones de la USS Enterprise realizadas por CGI que es el estándar de todas las revisiones, los cambios específicos para este episodio son:
- Al planeta Pollux IV le fue dada una apariencia más realista, más cercana al aspecto de la Tierra.
- La mano brillante de Apolo fue reanimada para que pareciera más amenazante y le fue dada una apariencia de un aspecto titilante de energía pura.
- Las tomas matte del Apolo gigante se mejoraron para eliminar una línea de calce del matte que se veía.
- Los rayos de los fáseres disparados por el Enterprise fueron animados de nuevo. Su color – originalmente rojo – fue cambiado a azul para mantener la coherencia con episodios anteriores.
- El ataque al templo de Apolo fue modificado. Se agregaron relámpagos de luz cuando los fáseres destruyen el templo.